# Irma Córdoba
Irma Córdoba (Buenos Aires, 20 luglio 1913 – Buenos Aires, 18 maggio 2008) è stata un'attrice argentina.

## Filmografia parziale
Cinema
- Los muchachos de antes no usaban gomina, regia di Manuel Romero (1937)
- La muchacha del circo, regia di Manuel Romero (1937)
- Tre filibustieri a Parigi (Tres anclados en París), regia di Manuel Romero (1938)
- Una luz en la ventana, regia di Manuel Romero (1942)
- Navidad de los pobres, regia di Manuel Romero (1947)
- Barbara, regia di Gino Landi (1980)
- La vera storia di Eva Perón (Eva Perón), regia di Juan Carlos Desanzo (1996)

Televisione
- Locos de verano (1971)
- Cuatro historias de alquiler (1971)
- Me llaman Gorrión (1972)
- La comedia del domingo (1971-1972)
- Profesión, ama de casa (1979)
- Fabián 2 Mariana 0 (1980)
- Il segreto di Jolanda (Yolanda Luján) (1984)
- Amore proibito (Amor prohibido) (1986)
- Stress (1990)
- El precio del poder (1992)